# Medeopteryx antennata
Medeopteryx antennata (лат.) — вид жуков-светляков из подсемейства Luciolinae (Lampyridae). Новая Гвинея.

## Описание
Длина тела около 1 см (7-9 мм). Пронотум оранжевый, основная окраска желтовато-коричневая; членики жгутика FS 7-9 короче остальных; вершины надкрылий округлены; светящийся орган LO полностью в брюшном вентрите V7. Развит клипеолабральный шов, лабрум слабо склеротизированный, подвижный; заднебоковые углы пронотума округлые; вентрит V7 трёхвыемчатый; брюшные вентриты с изогнутыми задними краями.

## Классификация
Вид Medeopteryx antennata был впервые описан в 1885 году французским энтомологом Joseph Ernest Olivier (1844—1914) под названием Luciola antennata Olivier, 1885, а его валидный статус подтверждён в ходе ревизии, проведённой в 2013 году австралийскими энтомологами Лэсли Баллантайн (Lesley A. Ballantyne; School of Agricultural and Wine Sciences, Charles Sturt University, Уогга-Уогга, Австралия) и Кристин Ламбкин (Christine L. Lambkin; Queensland Museum, Брисбен, Австралия), когда он был перенесён из рода Luciola в состав рода Medeopteryx. Сходен с таксоном Medeopteryx similisantennata.